# Penpol
Penpol – wieś w Anglii, w Kornwalii, w dystrykcie (unitary authority) Kornwalia. Leży 5,9 km od miasta Truro, 12,7 km od miasta Redruth i 379,1 km od Londynu. W 2015 miejscowość liczyła 528 mieszkańców.